# Gabriel Méndez Plancarte
Gabriel Méndez Plancarte (* 24. Januar 1905 in Zamora, Mexiko; † 16. Dezember 1949 in Mexiko-Stadt) war ein mexikanischer Kleriker, Dichter, Humanismusforscher, Romanist,  Hispanist und Mexikanist.

## Leben und Werk
Méndez Plancarte studierte in Rom Philosophie und Theologie, wurde 1927 zum Priester geweiht und studierte Soziologie an der Katholischen Universität Löwen. Ab 1932 lehrte er am Seminario Conciliar in Mexiko-Stadt. Gastprofessuren führten ihn nach San Antonio und Quebec. 1937 gründete er die Zeitschrift Ábside. Revista de cultura mexicana. Literatura. Historia. Filosofía (bis 1979). 1946 wurde er Korrespondierendes Mitglied der Academia Mexicana de la Lengua.
Gabriel Méndez Plancarte war der Bruder von Alfonso Méndez Plancarte. An der Nationalen Autonomen Universität von Mexiko trägt seit 2000 ein außerordentlicher Lehrstuhl (Cátedra extraordinaria Gabriel y Alfonso Méndez) den Namen der Brüder.

## Werke
- Primicias, Mexiko-Stadt  1927 (Dichtung)
- Horacio en México, Mexiko-Stadt 1937
- (Hrsg.) Humanistas del siglo XVIII, Mexiko-Stadt 1941
- Salmos, 1942 (Dichtung)
- (Hrsg.) Bello, Mexiko-Stadt 1943 (Andrés Bello)
- Hidalgo. Reformador intelectual, Mexiko-Stadt 1945 (Miguel Hidalgo)
- (Hrsg.) Humanismo mexicano del siglo XVI, Mexiko-Stadt 1946, 1994
- (Hrsg.) Guillén de Lamport y su "Regio salterio", ms. latino inédito de 1655, Mexiko-Stadt 1948
- El humanismo mexicano, Mexiko-Stadt 1970